# 尤利乌斯·托切克
尤利乌斯·托切克（1939年9月29日—2004年10月7日），斯洛伐克男子赛艇运动员。他曾代表捷克斯洛伐克参加1964年夏季奥林匹克运动会赛艇比赛，获得男子八人单桨有舵手铜牌。